# فرقة تسريع احتواء مرض كورونا
فرقة العمل الأندونيسية فرقة تسريع احتواء مرض كورونا وهي الفرقة التي تعمل على التنسيق والاشراف على الجهود المبذولة من قبل الحكومة الاندونيسية للحد من انتشار كوفيد -19 بشكل أسرع. أسست الفرقة في 13 اذار 2020 بالتنسيق مع المجلس الوطني الاندونيسي لإدارة الكوارث، وتضم افرادا من وزارة الصحة والشرطة الاندونيسية وقواتها المسلحة. يترأس المجلس التنفيذي لفريق العمل رئيس المجلس الوطني الاندونيسي لإدارة الكوارث دوني موناردو مع وزير التنسيق للتنمية البشرية والشؤون الثقافية موهير أفندي كرئيس للمجلس الاستشاري.

## الخلفية

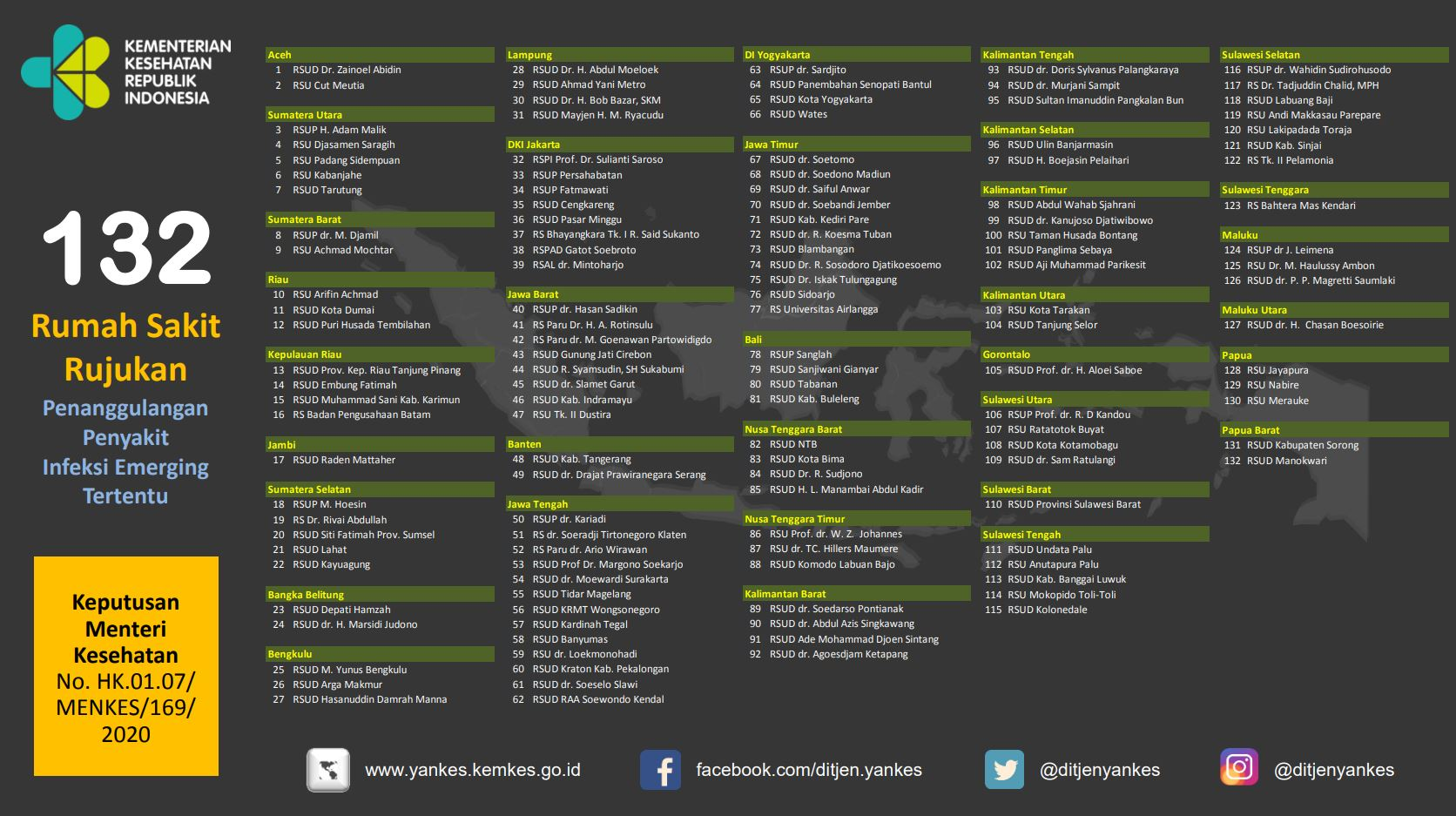
قائمة مرافق العلاج

كان أول مريض مصاب بالفايروس التاجي كورونا في إندونيسيا من أصل هولندي وقد اكتشف في تشرين الثاني، وتمت معالجة المريض في ثلاثة مستشفيات في منطقة جاوة الشرقية أثناء فترة المرض في شهر تشرين الثاني من عام 2020.
حظرت اندونيسيا حينها جميع الرحلات الجوية من وإلى الصين القارية ابتداء من 5 / شباط، كما توقفت الحكومة عن منح التأشيرة المجانية وتأشيرة الوصول للمواطنين الصينيين، وقد منع أولئك الذين يعيشون أو اقاموا في البر الرئيسى للصين في الأربعة عشر يوما السابقة من دخول اندونيسيا أو عبورها، وقد منع المواطنون المحليون في اندونيسيا من السفر إلى الصين.
أمرت وزارة الصحة بتركيب ماسحات حرارية على بوابات المطارات وارصفة الموانئ بما لا يقل عن 135 ماسح حراري. وأعلنت اندونيسيا عن تزويد أكثر من مئة مستشفى بغرف عزل وكان ذلك وفقاً للمعايير الموصى بها من قبل منظمة الصحة العالمية. وقد أكدت أول حالتين من كوفيد-19  في الثاني من آذار من عام 2020 في اندونيسيا من قبل الرئيس جوكو ويدودو في بيان متلفز. ووفقاً لوزير الصحة يتراوان اجوس بوترانتو فإن المرضى أصيبوا بالفايروس من خلال مخالطتهم لمصاب ياباني في ديبوك، ثبتت إصابتهم فيما بعد في ماليزيا. وقد تم إدخال المصابين الإندونيسيين إلى مستشفى مركز سوليانتي سارسو للعدوى شمال جاكرتا.
وابتداء من الرابع من اذار بدأت جاكرتا MRT أيضا في فحص درجة حرارة الركاب الذين يدخلون المحطات ومنعهم من الوصول إلى أولئك الذين يعانون من ارتفاع درجة الحرارة. وابتداء من الثامن من آذار توسعت قيود منع السفر لتشمل مناطق دايجيون وجيونغسانغباك-دو في كوريا الجنوبية، لومباردي، فينتو، وايميليا-روماجنا في إيطاليا، طهران وقوم في إيران ، مع ذكر تاريخ السفر للزوار داخل هذه البلدان، لكن خرج المناطق المذكورة أعلاه يجب تقديم شهادة صحية سارية المفعول عند استخدام وسائل النقل الواصلة إلى إندونيسيا، وما زالت إندونيسيا تسمح برحلات من كوريا الجنوبية على الرغم من القيود المفروضة على مسافرينها.
وقعت أول حالة وفاة مؤكدة بفايروس كورونا المستجد في اندونيسيا في الحادي عشر من آذار لعام 2020، على الرغم من أنه قد توفي أحد موظفي شركة TELKOM في الثالث من اذار بعد ان تم اختباره بشكل إيجابي في كوفيد-19 بعد أن نقل العدوى لطفله وزوجته. في الثالث عشر من آذار حددت الحكومة الاندونيسية 132 منشاة علاجية في جميع انحاء بلادها.

## الأعضاء

### المجلس التنفيذي
| أعضاء فرقة العمل      | الدور                                                                 | الملاحظات            |
| --------------------- | --------------------------------------------------------------------- | -------------------- |
| دوني موناردو          | رئيس المجلس الوطني الاندونيسي لإدارة الكوارث رئيسا لفرقة العمل        | عين في 13 اذار 2020  |
| اوسكار بريمادي        | الأمين العام لوزارة الصحة، نائب رئيس عمل الفرقة                       | أضيف في 20 اذار 2020 |
| سوسيانتو              | الأمين العام لوزارة المؤسسات المملوكة للدولة، نائب رئيس فرقة العمل    | أضيف في 20 اذار 2020 |
| اشماد دجامالودن       | امين عام مجلس الصمود الوطني، نائب رئيس فرقة العمل                     | أضيف في 20 اذار 2020 |
| اريوس يوبان اريتونانج | مساعد رئيس العمليات للقوات المسلحة الاندونيسية، نائب رئيس فرقة العمل  | عين في 13 اذار 2020  |
| هيري رودولف ناهاك     | الشرطة الوطنية الاندونيسية، مساعد رئيس العمليات، نائب رئيس فرقة العمل | عين في 13 اذار 2020  |

### المجلس الاستشاري
| أعضاء فرقة العمل      | الدور                                                                            | الملاحظات           |
| --------------------- | -------------------------------------------------------------------------------- | ------------------- |
| موهادفير أفندي        | وزير التنسيق للتنمية البشرية والشؤون الثقافية، رئيس المجلس الاستشاري لفرقة العمل | عين في 13 اذار 2020 |
| محفوظ إم دي           | وزير التنسيق للشؤون السياسية والقانونية والأمنية، نائب رئيس المجلس الاستشاري     | عين في 13 اذار 2020 |
| تيراوان باترانتو      | وزير الصحة، نائب رئيس المجلس الاستشاري                                           | عين في 13 اذار 2020 |
| سري مولياني إندراواتي | وزير المالية، أمين المجلس الاستشاري لفرقة العمل                                  | عين في 13 اذار 2020 |